# 新城拓也
新城 拓也（しんじょう たくや、1971年4月25日 - ）は、日本の医師、日本緩和医療学会認定専門医、在宅医療を専門に提供しているしんじょう医院の院長である。

## 来歴
祖父の代からの医師家系。祖父は宮古島出身で台北帝大医学部卒の新城恵清で、名城大学の創設者である田中壽一の娘婿にあたる。父の郷里も宮古島であるが、広島大学医学部在学中に学生結婚をし、卒業前に出生した。父が卒業後は名古屋周辺に仕事と生活の場を移したので、幼少期から大学卒業まで、名古屋で過ごした。
特に将来の進路を考えることなく高校生活を送っていたが、友人の心療内科の診察に付き添い、薬を使わずに話をしているだけで友人の具合が良くなっていく様子に深く感銘を受け、その医師に憧れて医師になることを決意した。
名古屋市立大学医学部卒業後、脳神経外科に入局した。脳神経外科医を志した理由として、当時入局希望者が少なかったので、人がやらないことをついやりたくなってしまう自身の志向性と、当時の教授が同じ目線に立って脳外科分野の将来を語ってくれる純真な目に心を打たれたからだとふり返っている。
3ヶ月の間、大学病院で研修を行ったあと、知多厚生病院の脳神経外科医として赴任したが、夜間の緊急呼び出しとそれに続く長時間の手術の多さと、当直明けから連続する通常業務の過酷さに次第に心身ともに疲弊していった。
脳神経外科の学会で、卒後6年目までとそれ以降のベテラン医師に分けて、難しい位置にある脳動脈瘤の手術方針を検討するセッションに参加したときに、都市部の病院に勤務する医師は、自分が所属している医局では到底経験させてもらえないような難しい手術を、指導医の指導のもとに経験を積んでいることを知り、脳神経外科の医局を辞めることを決意した。
尊敬する看護師長の助言もあり、内科を志すことに決め、名古屋市立大学病院の内科に入局し直した。
内科医として名古屋市立大学病院で1年間の研修を行い、いなべ総合病院(当時:員弁厚生病院)に赴任することになったが、大学病院研修中を経て、新天地に赴任することになった。
家族の看病の経験の中で「医者は正しい知識を患者に教育、指導するだけでは不十分」ということを痛感する。「治らない」障害や重い病いが降りかかった時に一変する患者とその家族の生活をより良くするために、具体的、実践的な助言を行い、「治らない病気」に向き合う心構えと生活の工夫を医療者も共有することが大事だと悟り、自身の診療態度を見直し、緩和ケアに傾倒していくきっかけになった。
またこの内科医時代に多くの患者を短時間の診療で捌いていくことよりも、人そのものに対する好奇心が強いので、1人にじっくり時間をかける診療スタイルが向いていると自覚していく。
緩和ケアに関する本を読みあさり、他の医師から終末期の患者を引き受け、試行錯誤しながら独学で学んだ緩和ケアを提供した。自宅で過ごしたい患者に対しては往診や在宅看取りも実践した。
大学医局の方針で、次の転勤地がまた地方都市の田舎の病院であることを知り、転勤生活から抜けだして家族の生活を安定させることと、緩和ケアを専門的に提供する施設での勤務を希望し、所属している名古屋市立大学の医局を辞めることを決意する。
都市部の病院を中心に、緩和ケアを担当する医師を募集する病院がたくさんあったが、大阪出身の妻の実家に近いこともあり、神戸にある社会保険神戸中央病院のホスピス病棟を選択した。
神戸に転居してからは、生活も安定し、緩和ケア病棟に入院している終末期がんの患者に専門的な緩和ケアを実践しながら、日本緩和医療学会の理事や代議員を務め、緩和医療ガイドライン作成委員会の担当委員として緩和医療領域のガイドライン作成に尽力し、特に消化器症状ガイドラインについては作業部会長を務め、ガイドラインの作成、改訂に尽力した。また、Journal Of Clinical OncologyやJournal of Palliative Medicineといった、がん領域での有名雑誌をはじめとした和洋雑誌に論文を多数投稿し、緩和領域での新しい知見を精力的に発表している。苦痛緩和のための鎮静､安楽死､自発的飲食停止（VSED）についての知見を発表している｡
上司、同僚にも恵まれ、ホスピスでの仕事は充実し、日本緩和医療学会の仕事も精力的に取り組み、仕事に対する不満は全く感じていないものの、10年の節目を迎えようとしている頃、ふと自分の能力を全て出し切ってしまったと感じることが多くなってきた。
2011年3月11日、東日本大震災の惨状を伝える報道、映像を繰り返し見る中で、被災地に赴いて直接被災者を援助したいという耐え難い焦燥感にかられた。南相馬市立総合病院に援助の申し出をすると快諾されたので、同僚を誘い、南相馬市の避難所を回る旅に出た。各避難所では診察を一通り済ませた後に得意のヴァイオリンを演奏するという一風変わったスタイルだったが、この活動を通じて大きい病院のように整った環境で医療を提供するよりも、ケアやサービスが行き届かない環境に暮らしている人達のために医療を提供したいという思いを強くし、在宅医療を中心に仕事をしたいと決意する。
2012年3月に社会保険神戸中央病院を退職し、「小商い」をキーワードにして、できるだけ少ない患者をきめ細かく丁寧に診ることができるスタイルを目指してしんじょう医院を開業した。また開業に至るまでの思考の過程や準備、運営していくうえでの工夫を執筆している。
開業後は自院の診療に従事する傍ら、テレビ、ラジオ、webメディアで緩和医療に関連した内容を多数発信している。
2021年5月には高齢者施設での新型コロナウイルスクラスター対応に関わり、療養場所が確保できないコロナ患者の訪問診療も行った。

### 人物像
幼少期からヴァイオリンを習い始め、大学時代はオーケストラ部に所属し、勉学よりも音楽に打ち込んでいた。現在もアマチュアオーケストラの六甲フィルハーモニー管弦楽団に所属して定期的な演奏活動を行っている。職場では音楽活動を行なっていなかったが、ある末期がんのピアノ教師の患者さんと出会い、緩和ケア病棟での演奏会を定期的に開いたことをきっかけに、臨床の現場や自身の講演会などでもたびたびヴァイオリンの腕前を披露することがある。近年は自院で看取った患者の遺族のグリーフケアを兼ねて、関わった人や遺族を招待し定期的な演奏会を開いていた。

### 年表
- 1990年 - 私立東海高等学校卒業
- 1996年 - 名古屋市立大学医学部卒業
- 1996年 - 名古屋市立大学病院 脳神経外科研修医
- 1996年 - 知多厚生病院 脳神経外科
- 1997年 - 名古屋市立大学病院 第一内科研修医
- 1998年 - いなべ総合病院(旧員弁厚生病院) 内科
- 2002年 - 社会保険神戸中央病院 緩和ケア病棟
- 2012年 - しんじょう医院開業

## 著書
- 『社会保険神戸中央病院の看取りのケア指針-緩和ケアコミュニケーションの実践』（共編著）日総研出版、2007年
- 『秘伝臨床が変わる緩和ケアのちょっとしたこつ』（共編著）青海社、2010年
- 『エビデンスで解決！緩和ケアケースファイル』（共編）南江堂、2011年
- 『3ステップ実践緩和ケア』（共編）青海社、2013年
- 『患者から早く死なせてほしいと言われたらどうしますか？-本当に聞きたかった緩和ケアの講義』（単著）金原出版、2015年
- 『続・エビデンスで解決! 緩和医療ケースファイル』（共編）南江堂、2016年
- 『緩和医療・終末期ケア（スーパー総合医）』（編者）中山出版、2017年
- 『超・開業力 在宅医療・クリニック経営の新常識と新城式』（単著）金原出版、2017年
- 『がんと命の道しるべ 余命宣告の向こう側』（単著）日本評論社、2017年
- 『不安の時代に、ケアを叫ぶ―ポスト・コロナ時代の医療と介護にむけて』（共著）青土社、2022年
- 『きれいに逝かせてください』（共著）ホーム社、2022年

## 出演ラジオ番組
- 時間です!林編集長 特集【医療最前線】県内初のホスピスカー登場（2014年2月18日、ラジオ関西）
- ラジオ深夜便 ナイトエッセイ 緩和ケアで最期によりそって（2018年8月3日、NHKラジオ第1放送）
- ラジオ深夜便 ナイトエッセイ 緩和ケアで最期によりそって（2018年8月10日、NHKラジオ第1放送）
- ラジオ深夜便 ナイトエッセイ 緩和ケアで最期によりそって（2018年8月17日、NHKラジオ第1放送）

## 出演テレビ番組
- クローズアップ現代 在宅で迎える”最期のとき” 終末期鎮静 めぐる葛藤（2016年1月19日、NHK）
- NEWS PORT 在宅ホスピス 看取りと向き合う緩和ケア医 (2016年3月9日 、サンテレビ)
- ニュース神戸発 あの日を胸に 人とつながる終の住みかを（2016年1月19日、NHK）
- クローズアップ現代 アメリカむしばむ薬物中毒（2019年5月10日、NHK）
- ザ・ドキュメント ともぐらし 〜風 薫るホームホスピス なごみの家〜（2019年9月26日、関西テレビ）
- 報道特集 人生会議の現場（2019年11月30日、TBS）
- ニュースウオッチ9 在宅医療 全国施設16％余でスタッフがコロナ感染や濃厚接触に

（2020年6月16日、NHK）
- NHKスペシャル 患者が“命を終えたい”と言ったとき（2020年12月26日、NHK)
- NHKニュース神戸 高齢者向け住宅でクラスター 治療にあたった医師が語る 神戸

（2021年5月14日、NHK）

## WEB記事
- 新城拓也さん（１）患者・家族と向き合い、終末期の苦痛和らげる編集長インタビュー　（2015年10月5日　ヨミドクター）
- 新城拓也さん（２）緩和ケア医を志すきっかけになった長男の病気編集長インタビュー　（2015年10月12日　ヨミドクター）
- 新城拓也さん（３）看取りの現場から、「尊厳死」こう考える編集長インタビュー　（2015年10月19日　ヨミドクター）
- 新城拓也さん（４）患者と医療者のコミュニケーション編集長インタビュー　（2015年10月26日　ヨミドクター）
- 【現状と課題】人は自分の死をコントロールできるのかさよならを言う前に～終末期の医療とケアを語りあう～　（2016年5月19日　ヨミドクター）
- 【相模原殺傷事件】引き裂かれた安全な場所さよならを言う前に～終末期の医療とケアを語りあう～　（2016年9月8日　ヨミドクター）
- 【延命治療】時代とともに変わる治療…揺るぎない信念を探し続けるさよならを言う前に～終末期の医療とケアを語りあう～　（2016年7月14日　ヨミドクター）
- 【意思決定】人は理性的に治療を選択できるのかさよならを言う前に～終末期の医療とケアを語りあう～　（2016年10月20日　ヨミドクター）
- 「最期は苦しみますか？」　全ての苦痛は緩和できるか（上）さよならを言う前に～終末期の医療とケアを語りあう～　（2017年2月2日　ヨミドクター）
- 「最期は苦しみますか？」　全ての苦痛は緩和できるか（下）さよならを言う前に～終末期の医療とケアを語りあう～　（2017年2月9日　ヨミドクター）
- 亡くなりゆく人たちの恐怖、残される人たちの不安さよならを言う前に～終末期の医療とケアを語りあう～　（2017年3月9日　ヨミドクター）
- 死亡｢遠隔｣診断　遠く離れていても心は届くのか？　（2017年8月4日　BuzzFeed Japan）
- 安楽死は､苦痛から逃れる最後の手段ではない　（2017年11月6日　BuzzFeed Japan）
- 飲食を絶ち、自ら死期を早める患者たち　（2018年1月18日　BuzzFeed Japan）
- 薬の力で､最期は苦しまず､眠るように逝きたい　（2018年3月3日　BuzzFeed Japan）
- 自宅での看取りを、美談にしてはいけない　（2018年4月4日　BuzzFeed Japan）
- 患者の自殺は、残された人たちの心を壊す　（2018年6月3日　BuzzFeed Japan）
- 「生きる価値のない病人」という発想はどこから生まれるのか　（2018年9月11日　BuzzFeed Japan）
- 医療用麻薬で日本を壊さないために　（2018年11月10日　BuzzFeed Japan）
- 最後の時間　この国でケアは受けられるのか　（2018年12月19日　BuzzFeed Japan）
- 医者の家族がインフルエンザにかかったら　エビデンスと情の戦い　（2019年1月18日　BuzzFeed Japan）
- みんな、患者を苦しみから救う鎮静のことを誤解している　（2019年1月28日　BuzzFeed Japan）
- 鎮静は安楽死の代わりの手段なのか？　治療の一つだと信じてきた私の動揺　（2019年1月29日　BuzzFeed Japan）
- 町に「看取りの家」を作ってはならない　（2019年3月4日　BuzzFeed Japan）
- 公立福生病院の透析中止問題の核心　（2019年3月27日　BuzzFeed Japan）
- 緩和ケアがあれば、安楽死はいらない　（2019年7月18日　BuzzFeed Japan）
- アドバンス・ケア・プラニング（人生会議）は、本当に人を幸せにするのか？　（2019年12月4日　BuzzFeed Japan）
- 新型コロナウイルスで緩和ケアは自殺したのではないか？ 医療者は、死者の権利を冒涜している　（2020年6月13日　BuzzFeed Japan）
- 「正義の味方はどこへ行った？」 高齢者施設で新型コロナクラスター「悲惨な状況」「誰も助けに来ない」　（2021年5月10日　BuzzFeed Japan）